# Straßenbahnhof Mickten
Der Straßenbahnhof Mickten ist ein ehemaliges Straßenbahndepot im Dresdner Stadtteil Mickten. Er entstand 1897 als Depot der Dresdner Straßenbahngesellschaft („Gelbe“) und wurde ab 1899 auch von der meterspurigen Lößnitzbahn genutzt. Über verschiedene Stufen wurde 1931 der Teil, der der Lößnitzbahn zugeordnet war, nach deren Umspurung an einen Garagenbetrieb vermietet. Die Dresdner Verkehrsbetriebe gaben in den 1990er Jahren den ursprünglichen Zweck auf. Seit 2009 dient nach langem Leerstand der Teil, der ursprünglich 1897 errichtet wurde und unter Denkmalschutz steht als Einkaufszentrum.

## Geschichte

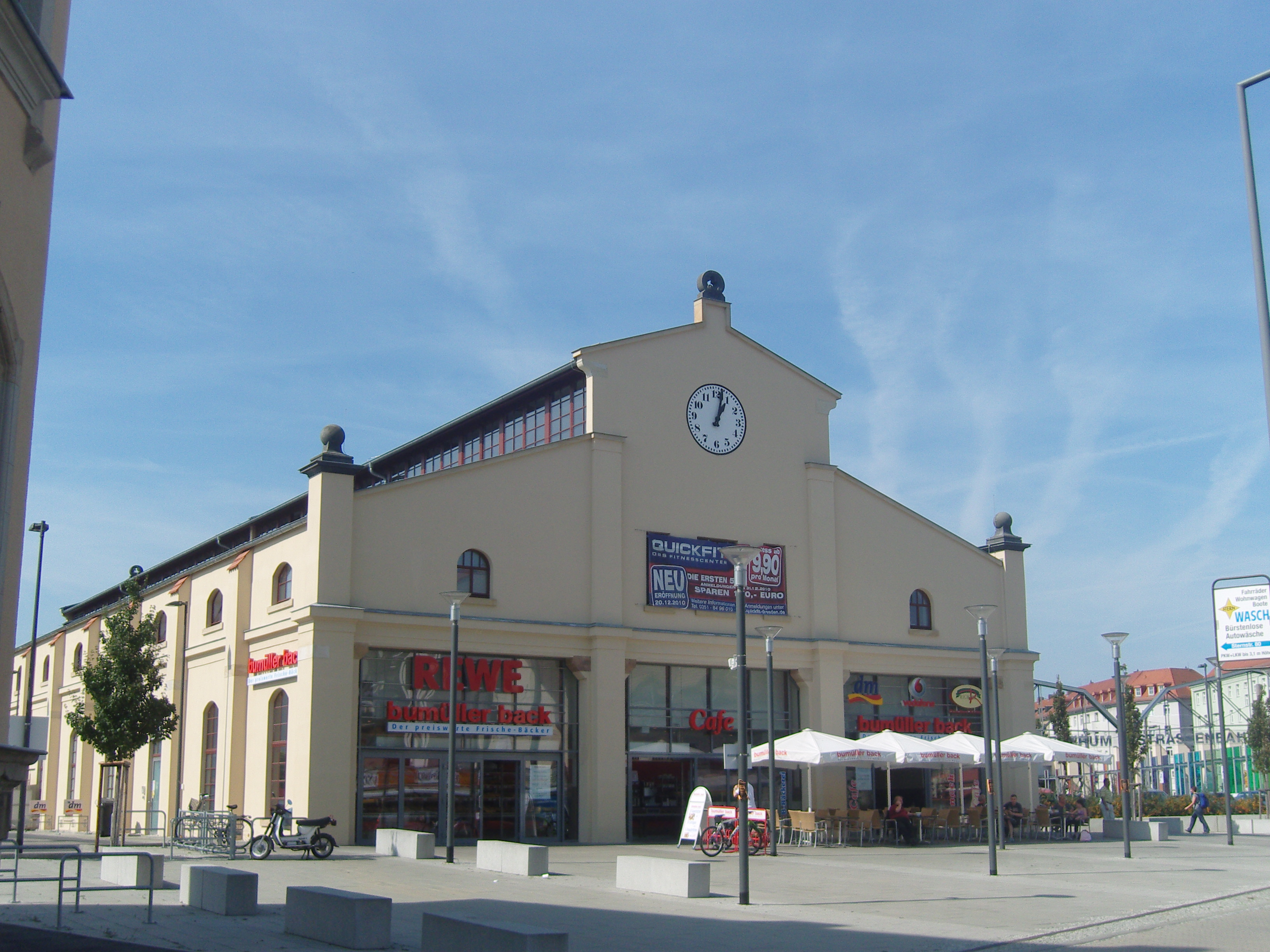
Straßenbahnhof Mickten, denkmalgeschütztes Gebäude, von der Leipziger Straße aus, 2011

Der Straßenbahnhof wurde 1897 auf einem Grundstück zwischen Leipziger, Stern- und Jägerstraße (seit 1946 Franz-Lehmann-Straße) erbaut. Zur Anlage gehörten neben dem Verwaltungsgebäude Leipziger Straße 133 mehrere Fahrzeughallen und Werkstätten. Dabei wurden in der zentralen Wagenhalle die Fahrzeuge der „Gelben“ Dresdner Straßenbahngesellschaft abgestellt, während die zweite Wagenhalle an der Lommatzscher Straße als Betriebshof der schmalspurigen Lößnitzbahn diente. Diese verband ab 1899 Mickten mit den Lößnitzgemeinden und hatte im Gegensatz zur Dresdner Stadtspur nur eine Spurweite von einem Meter. Fahrgäste, die aus Dresden kamen und weiter in Richtung Radebeul – Kötzschenbroda reisen wollten, mussten deshalb am Straßenbahnhof Mickten umsteigen. Wegen der unterschiedlichen Spurweiten hatte dieser ein umfangreiches regel- und schmalspuriges Gleisnetz und bildete eine Besonderheit im Betriebsablauf. Aus Platzgründen gab es vor den Abstellhallen zwei Schiebebühnen, über welche die Straßenbahnfahrzeuge zu den jeweiligen Abstellgleisen befördert wurden.
Eine erste Erweiterung des Straßenbahnhofs erfolgte 1914, sodass nun 84 Trieb- und 69 Beiwagen in Mickten abgestellt werden konnten. Größere Umbaumaßnahmen machten sich im Zusammenhang mit der geplanten Umspurung der Lößnitzbahn erforderlich. 1927 übernahm die Dresdner Überland-Verkehrs-Gesellschaft mbh (DRÜVEG) die Lößnitzbahn und plante, diese als Überlandstraßenbahn in Dresdner Stadtspur bis nach Meißen zu verlängern. 1928 begannen in Coswig  die Arbeiten für die Umstellung auf die neue Spurweite von 1450 mm. Am 20. Juli 1929 wurde der neue Straßenbahnhof Coswig eröffnet. Mit dem Abschluss der Umspurung der Strecke wurde der Betrieb der meterspurigen Lößnitzbahn am 27. Juni 1930 eingestellt und der schmalspurige Teil des Micktener Straßenbahnhofes aufgegeben. Nach dem Verkauf bzw. der Verschrottung der verbliebenen Straßenbahnwagen wurde die hölzerne Wagenhalle der Lößnitzbahn zu einer Werkstatt für Busse und Lastkraftwagen umgebaut.
Der übrige Teil blieb als Depot der Dresdner Straßenbahn erhalten. Probleme entstanden in den 1970er Jahren durch den Einsatz moderner Straßenbahnwagen vom Typ Tatra T4D und B4D. Wegen des größeren Achsabstandes konnten die Schiebebühnen für diese Fahrzeuge nicht mehr genutzt werden, sodass in Mickten nur noch die Abstellung älterer Typen möglich war. Mit deren Ausmusterung wurde der Straßenbahnhof 1992 deshalb für den regulären Betrieb geschlossen.
Am 2. Juni 1992 gründete sich im Straßenbahnhof Mickten der Verein Straßenbahnmuseum Dresden e. V., der seine historischen Fahrzeuge dort unterstellte. Wenig später wurde die Sammlung nach Coswig verbracht und befindet sich seit 1996 im historischen Teil des Betriebshofes Trachenberge.
Der Straßenbahnhof Mickten stand seitdem leer und wurde nach längerem Verfall an einen Investor verkauft und saniert. Im November 2009 öffnete in den unter Denkmalschutz stehenden beiden großen Wagenhallen ein Einkaufszentrum mit zwei Verbrauchermärkten und mehreren kleineren Läden. Die frühere Halle der Lößnitzbahn entlang der Lommatzscher Straße wurde hingegen teilweise abgerissen. Um das ehemalige Bauvolumen der Halle erlebbar zu machen, wurde die frühere Reihung der Fassadenstützen aufgenommen und durch moderne Elemente ergänzt.